# Нелюбовка (Полтавская область)
Нелюбовка (укр. Нелюбівка) — село,
Нелюбовский сельский совет,
Диканьский район,
Полтавская область,
Украина.
Код КОАТУУ — 5321084101. Население по переписи 2001 года составляло 315 человек.
Является административным центром Нелюбовского сельского совета, в который, кроме того, входят сёла
Андренки,
Дейнековка и
Сивцы.

## Географическое положение
Село Нелюбовка находится на левом берегу реки Великая Говтва,
выше по течению на расстоянии в 2,5 км расположено село Коротковка,
ниже по течению на расстоянии в 0,5 км расположено село Сивцы,
на противоположном берегу — село Андренки.
По селу протекает пересыхающий ручей с запрудой.

## Объекты социальной сферы
- Школа I—II ст.